# Ядерное (озеро)
Я́дерное — озеро в России на севере Пермского края, образовавшееся в результате ядерного взрыва.
23 марта 1971 года здесь в рамках проекта «Тайга» были одновременно проведены три подземных ядерных взрыва, каждый заряд с энерговыделением в 15 килотонн. По суммарной мощности (45 кт) взрыв был равен трём Хиросимам. Заряды были заложены на глубинах 127,2, 127,3 и 127,6 метров на расстоянии 163—167 метров друг от друга.
В результате взрыва образовался канал длиной 700 м и шириной 380 м, глубина канала составляла от 10 до 15 метров. Из-за падения грунта вокруг канала сформировался бруствер. В настоящее время канал заполнен водой, там возникло озеро, названное Ядерным. Посредине озера от падения грунта образовался небольшой островок. На северо-восточном берегу канала находится сильно деформированная часть многослойной стальной трубы, выброшенная взрывом из скважины.
Мощность эквивалентной дозы от внешнего гамма-облучения вокруг озера в настоящее время варьируется от естественной нормы (0,1—0,2 мкЗв/ч) до 0,8 мкЗв/ч (от 10—20 до 80 микрорентген в час). На берегах озера поверхностная активность различных радионуклидов (до глубины 20 см) составляет для 137Cs до 1000 кБк/м², для 60Co до 300 кБк/м², для 241Am до 900 кБк/м². В июле 2024 года появились сообщения о том, что по результатам замеров радиационный фон в районе озера не превышает допустимых значений.
Заборы, первоначально окружавшие озеро, проржавели и упали. В настоящее время оно является популярным местом рыбалки для жителей других близлежащих сёл, а его берега известны обилием съедобных грибов. Место взрыва также посещают люди, которые собирают металлолом, оставшийся на месте взрыва.